# Dachziegelfrankatur

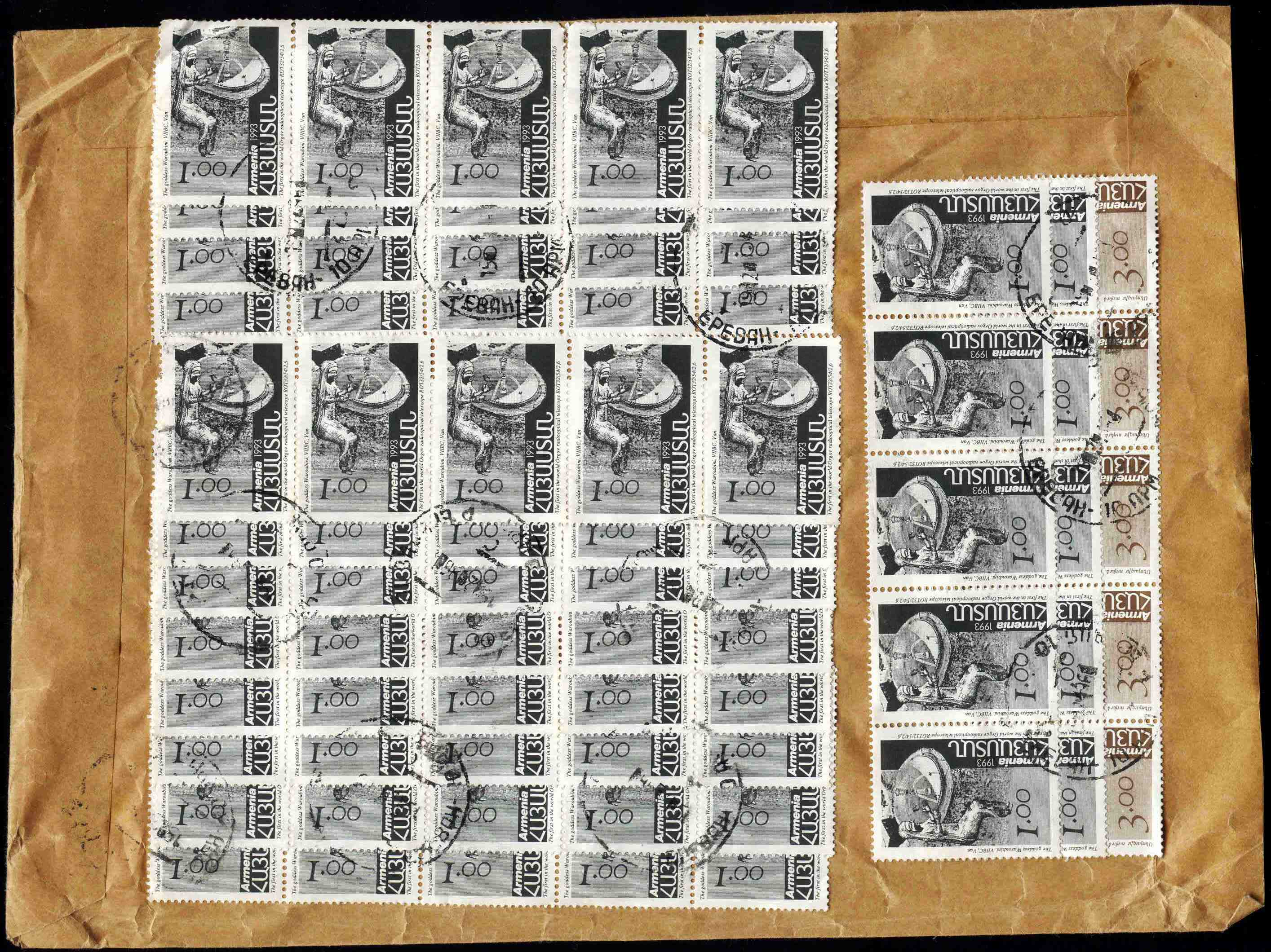
Rückseite eines armenischen Briefes mit Dachziegelfrankatur

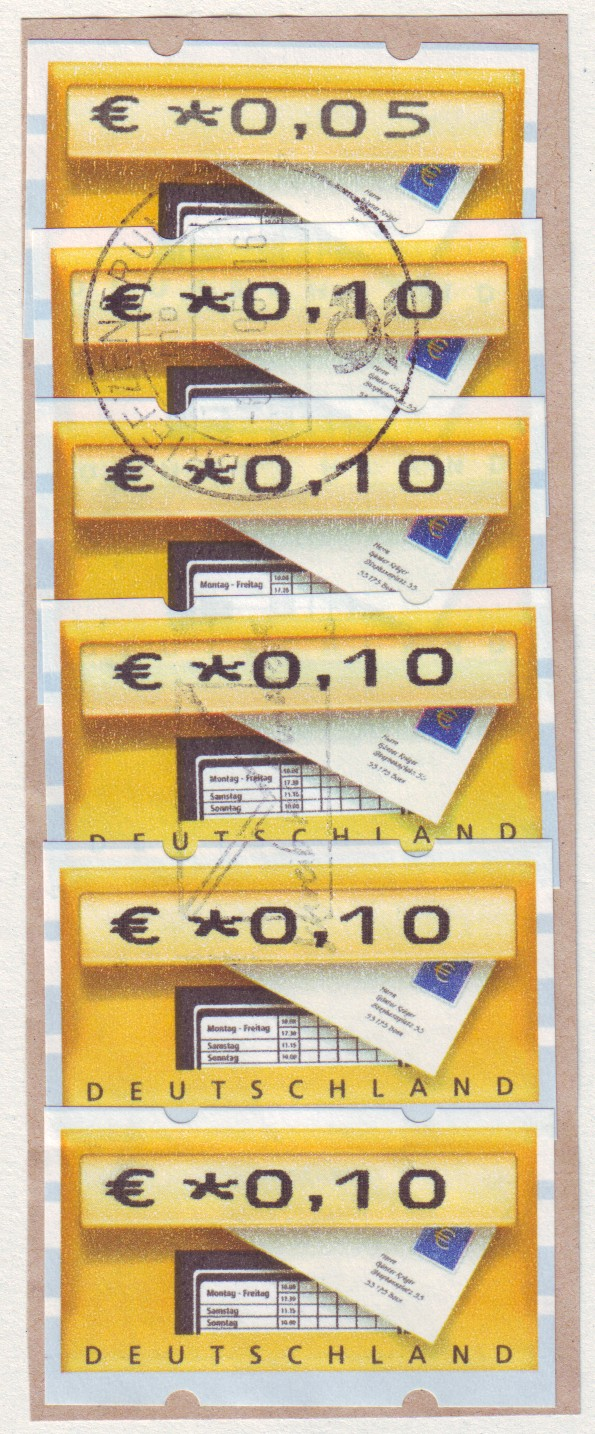
Dachziegelfrankatur der deutschen ATM-Serie IV

Als Dachziegelfrankatur (mitunter auch Huckepack- oder Treppenfrankatur) bezeichnen Philatelisten die Freimachung einer Postsendung, bei der eine größere Anzahl Postwertzeichen sich überdeckend auf die Sendung geklebt wird. 
Dachziegelfrankaturen treten als Bedarfsverwendung auf
- in Hochphasen einer Inflation, wenn für die Begleichung stark angestiegener Gebührensätze noch vorhandene Marken mit niedrigen Nennwerten aufgebraucht werden;
- nach Währungsreformen, bei denen Briefmarken alter Währung weiterhin ihre Gültigkeit behalten, deren Nennwert aber nur einem Teilnennwert der neuen Währung entspricht;

sowie als philatelistische Verwendung
- bei der Einführung neuer Postwertzeichen zur Dokumentation vor allem von kleineren Werten einer Serie.

Während die vorgenannten Gründe vor allem auf ein Problem mit dem zur Verfügung stehenden Platz zurückzuführen sind, ist gerade bei neueren Ausgaben der folgende Punkt nicht zu unterschätzen:
- Zum Schaden des befördernden Postunternehmens, indem bereits entwertete Postwertzeichen so verklebt werden, dass die ursprüngliche Entwertung nicht mehr zu erkennen ist.

Werden für eine Dachziegelfrankatur nur Briefmarken gleicher Zeichnung und Wertstufe verwendet, handelt es sich um eine besondere Form der Mehrfachfrankatur, bei unterschiedlichen Marken um Varianten der Misch- oder Buntfrankatur.